# Halochromie
Halochromie („Salzfarbigkeit“) ist die Chemie der Farbveränderung einer Substanz in Abhängigkeit vom Ladungszustand seiner Moleküle.
Halochrome zeigen Farbverschiebungen bei Änderung des Ladungszustands (zum Beispiel bei der Salzbildung). Diese Erscheinung in der Chemie der Farbstoffe lässt sich an verschiedenen Säure-Base-Indikatoren (zum Beispiel Phenolphthalein oder Lackmus) beobachten. Als schwache organische Säure ist Phenolphthalein im schwach sauren bis neutralen Milieu ungeladen und farblos. In alkalischen Lösungen zeigt das Indikatormolekül auf Grund negativer Ladung eine rote Farbe. Lackmus wechselt je nach pH-Wert einer wässrigen Lösung seine Farbe von Rot (sauer) nach Blau (basisch).